# Эффект Кея
Эффе́кт Ке́я (англ. Kaye Effect) — явление, характерное для нелинейно вязких жидкостей. Был открыт британцем Аланом Кеем (англ. Alan Kaye) в 1963 году.
Если вязкую жидкость выливать тонкой струёй на плоскую поверхность такой же жидкости, покоящейся в сосуде, то в месте соприкосновения струи и поверхности наблюдается отскок струи, как от соприкосновения с твёрдой поверхностью. Отскакивающая струя бьёт вверх наподобие маленького фонтана.
Эффект можно наблюдать, используя обычные средства домашнего хозяйства — шампунь или жидкое мыло. Ввиду короткой продолжительности (обычно не более 300 мс) явление обычно остаётся незамеченным.